# El amor en fuga
El amor en fuga (L'Amour en fuite) es una película francesa del año 1979, dirigida por François Truffaut.

François Truffaut y Claude Jade en el estreno de su tercera película conjunta, El amor en fuga, 1979

Es la continuación y última etapa de la saga del personaje Antoine Doinel, que inició con la película Los 400 golpes.

## Argumento
Tras cinco años de vida de matrimonio y con un hijo, Antoine Doinel (Jean-Pierre Léaud) y Christine (Claude Jade) se divorcian. Antoine trabaja ahora como corrector en una imprenta y está enamorado de Sabine, vendedora en una tienda de discos. Su caso constituye el primero de la nueva legislación que permite el divorcio de común acuerdo, por lo que a la salida del tribunal se ven asediados por periodistas. 

## Reparto
- Jean-Pierre Léaud: Antoine Doinel (Antonio Lara)
- Claude Jade: Christine Doinel (Rosa María Hernández)
- Marie-France Pisier: Colette Tazzi (Marta Tamarit)
- Dorothée: Sabine Barnerias (Azucena Díaz)
- Dani: Liliane (Juana Beuter)
- Daniel Mesguich: Xavier Barnerias (Xavier Nagelat)
- Julien Bertheau: Monsieur Lucien (Luis Posada Mendoza)
- Julien Dubois: Alphonse Doinel
- Jean-Pierre Ducos: Raoul Lecorps, abogado de Christine
- Marie Henriau: juez de divorcio
- Rosy Varte: madre de Colette
- Pierre Dios: profesor Renard
- Alain Ollivier: juez de Aix en Provence
- Julien Dubois: Alphonse Doinel
- Monique Dury: Mme. Ida
- Emmanuel Clot: Emmanuel
- Christian Lentretien: el empleado del tren
- Roland Thénot: el hombre del teléfono
- Alexandre Janssen: niño del vagón restaurante
- Chantal Zaugg: joven